# Moss Lane
Moss Lane est un stade omnisports à Altrincham en Angleterre.
Il est actuellement utilisé principalement pour les matchs de football à domicile de l'Altrincham Football Club et est le terrain à domicile de la réserve du Manchester United FC depuis 2005.
Le stade a une capacité de 6 085 places.